# Roby Gattiker
Roby Gattiker (n. San Isidro, Buenos Aires; 7 de octubre de 1967) es un jugador profesional suizo+argentino de pádel que acumula más títulos que ningún otro atleta en la historia de este deporte. 11 títulos mundiales más un mundial senior de pádel 2023 Las Vegas. + un mundial senior de dobles mixto en Tennis  con Lili patrón Además, debutó en la selección argentina como internacional en 1992 ganando así tanto títulos individuales como en pareja.

## Inicios
El comienzo de su carrera estuvo marcado por el tenis profesional del que enseguida se cansó porque tenía que pasar excesivo tiempo fuera de casa y alejado de su familia. A partir de los 16 años se interesó por el pádel cuando en su barrio construyeron una pista para poder practicar este deporte y comenzó a jugar con su primo viendo que se le daba mejor de lo que él pensaba. Más tarde, formó junto a Alejandro Lasaigues la conocida como mejor pareja de la historia del pádel, debido a que durante más de cinco años consecutivos lo ganaron absolutamente todo entre lo que cabe reseñar los campeonatos del mundo desde el año 1992 hasta el 1996. En 1998 se separa de Alejandro Lasaigues, y consigue el campeonato del mundo de pádel open por parejas junto a Cristián Gutiérrez, ganando en la final a Juan Martín Díaz y Alberto Rodríguez Piñón.

## Pádel Pro Tour (desde 2006)

#### Finales
| N.º | Año                      | Torneo | Pareja     | Oponentes en la final                 | Resultado |
| --- | ------------------------ | ------ | ---------- | ------------------------------------- | --------- |
| 1.  | 17 de septiembre de 2006 | Mérida | Pablo Lima | Juan Martín Díaz Fernando Belasteguín | 2-6 0-6   |